# 1-Nonanol
1-Nonanol, CH3(CH2)8OH, är en rakkedjig fettalkohol som är avledd från kolvätet nonan C9H20.

## Egenskaper
Alkoholen är en färglös till svagt gul vätska med en citrusdoft som liknar citronellolja.

## Förekomst
1-Nonanol förekommer naturligt i olja av apelsin.

## Användning
Den primära användningen av nonanol är vid tillverkning av konstgjord citronolja. Olika estrar av nonanol såsom nonylacetat, används i parfymer och smakämnen.